# Бенчмаркінг
Бенчма́ркінг (англ. Benchmarking) — це процес пошуку стандартного чи еталонного економічно ефективнішого підприємства-конкурента для порівняння із власним та переймання його вдалих методів роботи.

Також це постійний та систематичний пошук і впровадження ефективних практик, що мають привести організацію до досконалішої форми, інструмент для визначення становища компанії у порівнянні з іншими подібними компаніями, схожими за розмірами та/або сферою діяльності.

Цикл Демінга, складається з елементів: плануй, здійснюй, перевіряй, дій (P D C A).

Бенчмаркінг пов'язаний з постановкою цілей та є одним з компонентів планування. Деякі дослідники поєднують його з циклом Демінга, що має такі елементи: плануй, здійснюй, перевіряй, дій (P D C A). Окремі моделі бенчмаркінгу можуть мати до 30 кроків.
У центрі уваги бенчмаркінгу — запитання, чому інші компанії є успішнішими. Зміст та мета бенчмаркінгу полягає у виявленні відмінностей із аналогом, виявлення причин цих відмінностей та пошук можливостей для вдосконалення об'єктів бенчмаркінгу. Бенчмаркінг вимагає доступу до певної інформації про конкурентів, без якої він не може бути ефективним.

## Об'єкти
Об'єктами бенчмаркінгу можуть бути: методи, процеси, технології, якісні параметри продукції, показники фінансово-господарської діяльності підприємств (структурних підрозділів). Досліджуючи виробничі процеси, методи чи технології виробництва і збуту продукції, головну увагу приділяють пошуку резервів зниження витрат виробництва та підвищенню конкурентоспроможності продукції.

## Історія
Поняття «бенчмаркінг» вперше з'явилося в 1972 році в Інституті стратегічного планування Кембриджу під час дослідницької діяльності консалтингової групи PIMS. Тоді був сформульований основний принцип бенчмаркінгу: «для того щоб знайти ефективне рішення в сфері конкуренції, необхідно знати найкращий досвід інших підприємств, які досягли успіху у подібних умовах». Першим практичним застосуванням теорії бенчмаркінгу став проект компанії Ксерокс щодо порівняння якості виробленої нею продукції із успішнішими на той час японськими аналогами («Бенчмаркінг конкурентоздатності»).
Це відносно новий метод, тож впровадженням бенчмаркінгу може ефективно займатися суттєво менша кількість спеціалістів, ніж іншими аналогічними методами.

## Зв'язки з іншими поняттями
Бенчмаркінг може здатися схожим на конкурентну розвідку, хоча насправді він є деталізованішим, формалізованізованішим і упорядкованішим, аніж підхід конкурентної розвідки. Суть трактування бенчмаркінгу — «безупинний систематичний пошук і впровадження найкращих практик, що приведуть організацію до досконалішої форми».
Бенчмаркінг — це засіб для вдосконалення діяльності та практики найкращої якості з використанням найкращого досвіду в даній сфері.
Бенчмаркінг {{lang-en|benchmarking}} — встановлення контрольної точки) — це перманентний, безперервний процес порівняння товарів (робіт, послуг), виробничих процесів, методів та інших параметрів досліджуваного підприємства (структурного підрозділу) з аналогічними об'єктами інших підприємств чи структурних підрозділів.

## Моделі Бенчмаркінгу
Модель, що запропонована в даній роботі є поєднанням моделей Р. Кемпа та Х. Вазірі. В ній використано системний підхід та циклічність. Поетапна модель складається з п'яти фаз, кожна з яких включає в себе певні кроки
- Етап планування складається з трьох кроків: визначення об'єкта бенчмаркінгу, пошук найкращих варіантів у цій сфері, визначення методу збору інформації та збір цієї інформації.
- Етап аналізу містить два кроки: визначення слабких сторін власної компанії в досліджуваній сфері, проектування очікуваного рівня (див. SWOT).
- Етап інтегрування складається з таких кроків: встановлення функціональних цілей, налагодження комунікаційних зв'язків.
- Етап дії включає такі кроки: розробка планів впровадження, впровадження та моніторинг.
- Етап зрілості полягає у відповіді на запитання: чи інтегровано практику в процес діяльності фірми, чи досягнуто позиції лідера в даній сфері?

Практика бенчмаркінгу приносить вагомі результати для покращення якості та збільшення конкурентоспроможності підприємства. Використання цього підходу, разом з щоденним процесом планування на підприємстві, дає менеджерам можливість ефективніше рухатися на шляху до досягнення цілі -бути стабільним лідером у певній сфері, а отже, здобути ділову досконалість та ефективність.

## Види
1. Внутрішній бенчмаркінг, який зводиться до аналізу та порівняння показників діяльності різних структурних підрозділів одного й того самого підприємства.
2. Бенчмаркінг, зорієнтований на конкурентів, — сконцентрований на порівняльному аналізі товарів (робіт, послуг), продуктивності виробничих процесів та інших параметрів досліджуваного підприємства з аналогічними характеристиками підприємств-конкурентів. Вважається, що найкращим аналогом для порівняння є «ринковий лідер». Ідентифікація факторів, які зумовлюють відставання досліджуваного підприємства від лідера, дає можливість розробити рекомендації щодо скорочення відставання.
3. Функціональний бенчмаркінг, за якого аналізуються окремі процеси, функції, методи й технології порівняно з іншими підприємствами, які не є конкурентами розглядуваного. Фірми, що застосовують схожі методи, прийоми чи технології і не є конкурентами, охоче йдуть на взаємний обмін первинною інформацією та зацікавлені в реалізації спільних проектів, спрямованих на вдосконалення тих чи інших операцій, що порівнюються.
4. Бенчмаркетинг процесу: вивчення і порівняння характеристик процесів; загальний бенчмаркетинг; зіставлення конкретної функції кількох підприємств різних секторів діяльності.
5. Стратегічний бенчмаркетинг: вивчення успішних стратегій підприємств-партнерів.
6. Глобальний бенчмаркетинг: вивчення культури й національних особливостей діяльності підприємства.

## Фази та етапи
1. Підготовча. На цій стадії здійснюють вибір об'єкта бенчмаркінгу та порівняльних аналогів; визначають оцінні показники (наприклад, собівартість, затрати часу, частка браку); збирають необхідну для аналізу інформацію. Порівняльних аналогів при цьому має бути якомога менше, адже зі зростанням їх кількості — витрати на бенчмаркінг підвищуються, а результати стають дедалі поверховими.
2. Аналіз. У ході аналітичної фази бенчмаркінгу на основі порівняння з підприємством-партнером виявляються недоліки (слабкі місця) в об'єктах бенчмаркінгу та ідентифікуються причини їх виникнення. Критерієм оцінки процесів, функцій, методів чи виробничих процесів є показники їх продуктивності.
3. Впровадження. На цій стадії проводиться робота з реалізації результатів аналізу в практичній діяльності підприємства. Основний акцент тут робиться на розробці стратегії і тактики нейтралізації виявлених у ході бенчмаркінгу слабких місць на підприємстві.

Враховуючи те, що ринок є системою, яка постійно та динамічно розвивається, і з метою забезпечення стабільної конкурентоспроможності суб'єкти господарювання повинні проводити перманентний бенчмаркінг з тим, щоб на цій основі забезпечити виявлення та впровадження інновацій і раціоналізаторства.
Основні десять етапів методики бенчмаркінгу включають:
1. визначення об'єкта порівняльного аналізу;
2. виявлення компанії для порівняння;
3. обґрунтування методу збору даних і збір даних;
4. визначення поточного конкурентного розриву;
5. визначення майбутнього проекту;
6. отримання результатів і їх презентація;
7. встановлення функціональних цілей;
8. розробка плану дій;
9. реалізація плану і відстеження нових прогресивних технологій;
10. коригування контрольного показника.